# 赫爾維 (密蘇里州)
赫爾維（英語：Helvey）是位於美國密蘇里州雷諾茲縣的鬼鎮。

## 歷史
赫爾維的郵局於1915年設立，其後於1917年停運。

## 地理
赫爾維所處的海拔為高於海平面181米（即594英呎），而該地所採用的時區為UTC-6，即北美中部時區（CST）。同時該地設有夏令時間，為UTC-6調快一小時，即UTC-5（CDT）。